# R D'Autan
 (décembre 2021).
R D'Autan est une radio française associative basée à Lavaur. R D'Autan est une radio associative, généraliste et indépendante.

## Historique
R d’autan est une radio associative gérée par une l’AVAA (association vauréenne d’animation audiovisuelle) régie par les lois « de 1901 ». Si elle emploie des salariés, les membres qui la dirigent sont en revanche bénévoles.
En 2002, l’antenne de R d’Autan a commencé à résonner sur le territoire gaillacois, par le biais de L’AGAA (Association Gaillacoise d’Animation Audiovisuelle). En 2008, L’AGGA s’est vu attribuer une fréquence, le 100.2 et a démarré ses propres programmes et développé son activité salariée et bénévole sur le gaillacois.
Une radio associative ne serait rien sans les bénévoles qui, pour leur plaisir et pour celui des auditeurs, consacrent chaque semaine plusieurs heures de leur temps libre à créer et enregistrer toutes les émissions.
Associations et particuliers font partager à l’antenne leurs passions qu’elles soient musicales, sportives, ou encore philatéliques.

## Équipes dirigeantes
- Xavier Bénéteau-Mora (président de la radio)
- Carla Caldeira (directrice d'antenne)

## Animateurs et journalistes
- Mathieu Alos
- Fred Audigay
- Patrick Avakian
- Bady
- Clémentine Bancarel
- Gisèle Bastié
- Xavier Bénéteau
- Anibal Bérith
- Thomas Berranger
- Pierre-Jean Brassac
- Evelyne Bressolles
- Florian Cadene
- Damien
- Gissay
- Denis Gonzalez
- Niels Gourc
- Mathias Hernalsteen
- Alain Huard
- Claire Kachkouch-Soussi
- KDE Concept
- Patrick Le Normand
- François Llorens
- Chris McGregor
- Nounouth
- Philippe Pieters
- Michel Pons
- Christian Tarroux